# شاومي مي1
شاومي مي1 (بالإنجليزية: Xiaomi Mi1)‏ هو أول هاتف ذكي من شيومي يعمل بنظام أندرويد، تم طرحه في الأسواق في 20 ديسمبر 2011.

## الخصائص
- نظام التشغيل: أندرويد
- الكاميرا الأمامية: 2 ميجابكسل
- الكاميرا الخلفية: 8 ميجابكسل
- الشاشة: إل سي دي
- الوزن: 149 غ (5.3 أونصة)
- المعالج: 1.5 جيجا هرتز
- الذاكرة: 1 جيجابايت